# أمدا سيون الأول إمبراطور إثيوبيا
أمدا سيون (Amda Seyon) (يُعرف أيضًا باسم أمدي تسييون (Amde Tsiyon) والتهجئات الأخرى لاسمه، باللغة الجعزيةዐምደ ፡ ጽዮን ʿamda ṣiyōn، باللغة الأمهرية (Amharic) āmde ṣiyōn، وتعني «عامود الصهيون») كان إمبراطور أثيوبيا (1314م–1344م؛ اسم العرش (Gebre Mesqel) بالحروف الجعزية Ge'ez ገብረ ፡ መስቀል gabra masḳal، وباللغة الأمهرية (gebre mesḳel)، وتعني «عبد الصليب»)، وهو أيضًا فرد من سلالة الملك سليمان. وطبقًا لآراء الخبير البريطاني المتخصِّص في الدراسات الأثيوبية، إدوارد أولندورف (Edward Ullendorff)، «كان الإمبراطور أمدي تسيون واحدًا من أبرز الملوك في إثيوبيا في كل عصورها وهو أيضًا الشخصية التي انفردت بحكم القرن الإفريقي في القرن الرابع عشر الميلادي.» وأسهمت فتوحاته لمنطقة الحدود مع الدول الإسلامية بشكلٍ كبير في توسيع الأراضي الأثيوبية وزيادة نفوذها في المنطقة، وظلَّ الوضع على هذا الحال لعدة قرون من بعد وفاته. كما ركز أمدا على قوة سلالة الملك سليمان التي نشأت حديثًا (1270م) ولذلك قام بمنحها الشرعية. وساعدت تلك الفتوحات بدرجةٍ كبيرة في انتشار المسيحية إلى مناطق الحدود، ممّا أدى إلى إطلاق شرارة مفاهيم الهداية والتنصير ودمج المناطق المحيطة سابقًا لفترةٍ طويلة من الزمن.

## التجارة والثقافة
ازدهرت التجارة في عصر أمدا سييون. إن الأبحاث الآثارية (Archeological) التي قام بها الآثاريون في خزائن المال الموجودة في الكنائس الأثيوبية (Ethiopian churches) والأديرة كشفت عن وجود عملات (coin)، والأنسجة (textile) ومعثورات أخرى تُثبت العلاقات التجارية بين أثيوبيا والإمبراطورية البيزنطية (Byzantine Empire). ويقول الأستاذ تاديسي تمرات أنه كانت تعمل لديه سكرتيرة سورية (Syria) الجنسية من عائلة مسيحية (Christian) من مدينة دمشق (Damascus)، وساعدته في أن يكون على اطلاعٍ دائم على الأحداث التي تحصل في الشرق الأوسط (Middle East).
وبعض الأعمال الفنية المبكرة في الأدب الأثيوبي (Ethiopian literature) كُتبت في فترة حكم أمدا سيون. ورُبَّما تكون رواية كيبرا ناجاست (Kebra Nagast) هي الأشهر والتي تُرجمت من العربية (Arabic) بناءً على طلب Yaebika Egzi'e، حاكم إندرتا (Inderta). ومن الأعمال الأدبية الأخرى التي كُتِبت في تلك الحقبة رواية Mashafa Mestira Samay Wamedr كتاب أسرار السماء والأرض ("The Book of the Mysteries of Heaven and Earth") من تأليف الكاتب جرجس أوف سيجلا (Giyorgis of Segla)، وأيضًا رواية للكاتبة زينا إسكندر (Zena Eskender)بعنوان تاريخ الإسكندر الأكبر ("History of Alexander the Great")، وهي رواية رومانسية تتحدث عن تحوُّل الإسكندر الأكبر إلى قديس مسيحي. واستطاع الأستاذ أولندورف اكتشاف إحدى الآثار وهي أنه في ذلك الوقت كانت الترجمة الجعزية للإنجيل قد نُقِّحت. والجدير بالذكر أن أربعة ألحان من أغاني الجنود (Soldiers Songs) أُلِّفوا في فترة حكم أمدا سيون، وهذه الألحان هي أول الأمثلة الموجودة عن اللغة الأمهرية.[f] وأخيرًا، يُعتبر أمدا سيون هو أول ملك مُثبَت عنه قيامه بالتبرُّع لمكتبة المجتمع الأثيوبي في القدس (Jerusalem).

## الاستشهادات
1. ↑  Edward Ullendorff, his review of Huntingford's translation of The Glorious Victories of Amda Ṣeyon, King of Ethiopia, Bulletin of the School of Oriental and African Studies, University of London, 29 (1966), p. 600 نسخة محفوظة 02 فبراير 2017 على موقع واي باك مشين.
2. ↑  Joanna Mantel-Niećko and Denis Nosnitsin, "cAmdä Ṣəyon I" in Siegbert von Uhlig, Encyclopaedia Aethiopica: A-C (Wiesbaden:Harrassowitz Verlag, 2003), p. 228.
3. ↑  Taddesse, Church and State, p. 89.
4. ↑  Edward Ullendorff, Ethiopia and the Bible (Oxford: University Press for the British Academy, 1968), pp. 32f, 35
5. ↑  Taddesse, Church and state, p. 251.
6. ↑  Pankhurst, Ethiopian Royal Chronicles, p. 23.
7. ↑  Taddesse, Church and State, p. 91n.